# Märkische Chronik
Märkische Chronik ist eine 18-teilige Fernsehserie, die im Auftrag des Fernsehens der DDR durch das DEFA-Studio für Spielfilme produziert wurde. Im Mittelpunkt der Handlung stehen die Geschehnisse in dem fiktiven märkischen Dorf Güterlohe bei Potsdam in der Zeit zwischen 1939 und 1945 (1. Staffel) sowie zwischen 1947 und 1960 (2. Staffel).

## Produktion
Die Serie wurde in zwei Staffeln produziert. Die erste Staffel (Folgen 1 bis 12) erlebte ihre Erstsendung vom 9. Januar bis zum 16. Februar 1983, die zweite Staffel (Folgen 13 bis 18) vom 6. Januar bis zum 10. Februar 1989 jeweils im 1. Programm des DDR-Fernsehens. Autor der Serie ist Bernhard Seeger, der das Szenarium nach seinem Roman Menschenwege verfasst hat. Hubert Hoelzke führte in allen Folgen die Regie und hat in den letzten Teilen der ersten Staffel auch eine kleine Rolle als Fahrer von Jupp Keuner. Von Hubert Hoelzke stammen auch die Drehbücher, was im Abspann der Serie so allerdings nicht erwähnt wird.
Die Außenaufnahmen zur Serie wurden überwiegend im Landkreis Potsdam, in den Gemeinden Tremsdorf, Stücken und Wildenbruch gedreht.

## Episodenübersicht

### 1. Staffel
- 1. 1939 – Junge Leute
- 2. 1939 – Ein Unwetter braut sich zusammen
- 3. 1940 – Liebesgaben aus Frankreich
- 4. 1941 – Die Schicksalsboten
- 5. 1941 – Die Gutsfrau und ihr Herr
- 6. 1944 – Der Brief aus Breslau
- 7. 1944 – Darüber wächst kein Gras
- 8. 1945 – Die Rettung des Dorfes
- 9. 1945 – Kreuzwege
- 10. 1945 – Der neue Bürgermeister
- 11. 1945 – Der Polterabend
- 12. 1945 – Das Vermächtnis

### 2. Staffel
- 13. Der Buckel – 1947
- 14. Das tolle Geld – 1948
- 15. Lehrjahre – 1951
- 16. Tage im Juni – 1953
- 17. Brot muss sein – 1959
- 18. Sommerwege – 1960

## Belege
1. ↑  Quelle: Liste der Mitwirkenden auf der DVD-Veröffentlichung der Serie, Icestorm Entertainment GmbH, 2010